# 侵スベカラズ!!純血特区!
『侵スベカラズ!!純血特区!』（おかすべからずじゅんけつとっく）は、ほんだありまによる日本の漫画作品。

## 概要
DNAの改変によって獣化することにより、ウイルスによる人類絶滅の危機から逃れた人類の中に、公式には絶滅したとされていたが極少数の獣化していない者達がいた。彼らはその遺伝子を狙われるため、保護監視されることになった。そのような人物の一人である国領一人は、3名の護衛に護られて日常生活を送ることになった。

## 登場人物
国領一人（こくりょう かずと）
数少ない"純血"の人間。運動音痴。なぜか獣化した女生徒達にモテるが、これにはある理由があった。特区五箇条により、様々な行動が規制される。
神大侍花蓮（じんだいじ かれん）
一人の護衛のために転入する。校内では許嫁として振舞う。犬の遺伝子によって、真贋を嗅ぎ分ける能力を有する。
菊野代音々子（きくのだい ねねこ）
花連と同じく、一人の護衛のために転入する。猫の遺伝子を持つ。
千川 静歌（せんかわ しずか）
護衛のリーダーを務める。臨時で一人の学校の保険医も担当する。狐の遺伝子を持っており、ポーズをとりながら尻尾を振ることで人を化かす（マインドコントロール）能力を持っている。こっそりスク水を着用したりするなど、意外な一面も持ち合わせている。
芝崎文（しばさき あや）
一人の近所に住む幼馴染で、一人に対して好意を抱く。メガネっ娘でドジっ子だが、気立てはよい。

## 書誌情報

### 掲載誌
- コミックハイ!　VOL.59（2010年3月号）- VOL.88（2012年8月号）

### 単行本
- ほんだありま『侵スベカラズ!!純血特区!』 双葉社〈アクションコミックスコミックハイブランド〉、全5巻。
  1. 2010年10月12日初版発行（同日発売）、ISBN 978-4-575-83822-0
  2. 2011年4月12日初版発行（同日発売）、ISBN 978-4-575-83894-7
  3. 2011年10月12日初版発行（同日発売）、ISBN 978-4-575-83975-3
  4. 2012年5月12日初版発行（同日発売）、ISBN 978-4-575-84071-1
  5. 2012年9月12日初版発行（同日発売）、ISBN 978-4-575-84129-9